# Kasseler Sport-Verein Hessen Kassel 1984-1985
Questa voce raccoglie le informazioni riguardanti il Kasseler Sport-Verein Hessen Kassel nelle competizioni ufficiali della stagione 1984-1985.

## Stagione
Nella stagione 1984-1985 l'Hessen Kassel, allenato da Jörg Berger, concluse il campionato di 2. Bundesliga al 4º posto. In Coppa di Germania l'Hessen Kassel fu eliminato al primo turno dal Hertha Berlino.

## Rosa
| N. |                     | Ruolo | Calciatore         |
| -- | ------------------- | ----- | ------------------ |
| 1  | Germania (bandiera) | P     | Hans Wulf          |
| 3  | Germania (bandiera) | D     | Volker Münn        |
| 4  | Germania (bandiera) | D     | Uwe Beginski       |
| 4  | Germania (bandiera) | D     | Mike Kahlhofen     |
| 4  | Germania (bandiera) | D     | Bernd Kapke        |
| 4  | Germania (bandiera) | D     | Stefan Panierschky |
| 5  | Germania (bandiera) | D     | Walter Horch       |
| 5  | Germania (bandiera) | D     | Stefan Kuhn        |
| 6  | Germania (bandiera) | C     | Uwe Schreml        |
| 7  | Germania (bandiera) | A     | Michael Deuerling  |
| 8  | Germania (bandiera) | A     | Peter Cestonaro    |

| N. |                     | Ruolo | Calciatore            |
| -- | ------------------- | ----- | --------------------- |
| 9  | Germania (bandiera) | C     | Horst Knauf           |
| 10 | Germania (bandiera) | A     | Helmut Hampl          |
| 11 | Germania (bandiera) | C     | Karl Bönisch          |
| 11 | Germania (bandiera) | A     | Heinz Traser          |
| 12 | Austria (bandiera)  | A     | Andreas van der Veldt |
| 13 | Germania (bandiera) | C     | Jürgen Kirchberg      |
|    | Germania (bandiera) | P     | Thomas Kneuer         |
|    | Germania (bandiera) | D     | Frank Greizer         |
|    | Germania (bandiera) | C     | Dirk Bakalorz         |
|    | Germania (bandiera) | C     | Uwe Eplinius          |
|    | Germania (bandiera) | C     | Thomas Freudenstein   |

## Organigramma societario
Area tecnica
- Allenatore: Jörg Berger
- Allenatore in seconda:
- Preparatore dei portieri:
- Preparatori atletici:

## Calciomercato

### Sessione estiva
| Acquisti | Acquisti              | Acquisti              | Acquisti |
| R.       | Nome                  | da                    | Modalità |
| -------- | --------------------- | --------------------- | -------- |
| C        | Dirk Bakalorz         | Rot-Weiss Essen       |          |
| D        | Mike Kahlhofen        | Eintracht Francoforte |          |
| C        | Horst Knauf           | FC Beringen           |          |
| C        | Uwe Schreml           | Eintracht Francoforte |          |
| A        | Andreas van der Veldt | Haarlem               |          |

| Cessioni | Cessioni      | Cessioni       | Cessioni |
| R.       | Nome          | a              | Modalità |
| -------- | ------------- | -------------- | -------- |
| C        | Mats Nordgren | Öster          |          |
| A        | Uwe Pallaks   | Borussia Fulda |          |

### Sessione invernale
| Acquisti | Acquisti | Acquisti | Acquisti |
| R.       | Nome     | da       | Modalità |
| -------- | -------- | -------- | -------- |

| Cessioni | Cessioni | Cessioni | Cessioni |
| R.       | Nome     | a        | Modalità |
| -------- | -------- | -------- | -------- |

## Risultati

### 2. Bundesliga

#### Girone di andata
| Arbitro: | Diekert |

|                                   |           |                |
| Steininger 3’ Notthoff 66’ (rig.) | Marcatori | 37’, 40’ Knauf |

| Arbitro: | Bodmer |

|                                   |           |               |
| Knauf 4’ Traser 27’ Cestonaro 48’ | Marcatori | 80’, 86’ Mähn |

| Arbitro: | Reinstädtler |

|                    |           |  |
| Lemke 2’, 32’, 61’ | Marcatori |  |

| Arbitro: | Diekert |

|                              |           |  |
| Eplinius 66’ Panierschky 87’ | Marcatori |  |

| Arbitro: | Amerell |

|                          |           |                               |
| Schlegel 11’ Blättel 54’ | Marcatori | 20’ (rig.) Knauf 36’ Bakalorz |

| Arbitro: | Hontheim |

|                     |           |  |
| Traser 9’ Horch 32’ | Marcatori |  |

| Arbitro: | Heitmann |

|                         |           |                       |
| Bebensee 16’ Müller 50’ | Marcatori | 65’ Knauf 88’ Schreml |

| Arbitro: | Ahlenfelder |

|                                                      |           |                                         |
| Cestonaro 12’, 85’ Bakalorz 46’ Traser 59’ Knauf 61’ | Marcatori | 11’ Golke 13’ Dahms 42’ Hinz 43’ Wenzel |

| Arbitro: | Wahmann |

|                           |           |            |
| Burgsmüller 7’ Jakobs 46’ | Marcatori | 69’ Traser |

| Kassel 13 ottobre 1984, ore 15:00 CET 10ª giornata | Hessen Kassel | 0 – 0 referto | Alemannia Aquisgrana | Auestadion (8 000 spett.)\| Arbitro: \| Kasperowski \| |
| Arbitro:                                           | Kasperowski   |               |                      |                                                        |

| Arbitro: | Pauly |

|                             |           |                     |
| Allievi 29’ Kügler 63’, 85’ | Marcatori | 18’ Horch 88’ Knauf |

| Arbitro: | Wiesel |

|                          |           |            |
| Hampl 36’, 45’ Horch 60’ | Marcatori | 83’ Zeller |

| Arbitro: | Kriegelstein |

|  |           |                      |
|  | Marcatori | 28’ Knauf 89’ Traser |

| Arbitro: | Weber |

|                                   |           |                     |
| Horch 24’ Traser 61’ Bakalorz 62’ | Marcatori | 41’ Tilk 72’ Dooley |

| Arbitro: | Correll |

|          |           |  |
| Emig 42’ | Marcatori |  |

| Arbitro: | Kasperowski |

|                                   |           |                           |
| Knauf 30’ Horch 42’ Deuerling 87’ | Marcatori | 15’ Sarroca 90’ Vorreiter |

| Arbitro: | Vasel |

|           |           |                 |
| Horch 51’ | Marcatori | 81’ Grillemeier |

| Arbitro: | Pauly |

|            |           |                                      |
| Schaub 52’ | Marcatori | 3’ Cestonaro 62’ Deuerling 89’ Knauf |

| Arbitro: | Schäfer |

|                                                           |           |  |
| Bakalorz 27’ Knauf 32’ (rig.) Cestonaro 68’ Deuerling 87’ | Marcatori |  |

#### Girone di ritorno
| Arbitro: | Huster |

|                            |           |  |
| Cestonaro 37’ Bakalorz 90’ | Marcatori |  |

| Arbitro: | Reinstädtler |

|                         |           |               |
| Pilipović 34’ Weber 76’ | Marcatori | 55’ Cestonaro |

| Arbitro: | Amerell |

|                             |           |                |
| Cestonaro 54’ Deuerling 66’ | Marcatori | 27’ Kurtenbach |

| Arbitro: | Puchalski |

|                      |           |               |
| Dannenberg 7’ (rig.) | Marcatori | 88’ Deuerling |

| Arbitro: | Ahlenfelder |

|                                   |           |  |
| Traser 11’ Cestonaro 23’ Münn 83’ | Marcatori |  |

| Arbitro: | Eli |

|  |           |              |
|  | Marcatori | 68’ Eplinius |

| Arbitro: | Bodmer |

|               |           |                                                 |
| Deuerling 18’ | Marcatori | 5’ Schweger 61’ Bebensee 76’ Mattern 88’ Gaedke |

| Arbitro: | Heitmann |

|            |           |                    |
| Studer 85’ | Marcatori | 35’ Münn 64’ Knauf |

| Arbitro: | Probst |

|                  |           |  |
| Freudenstein 58’ | Marcatori |  |

| Arbitro: | Gabor |

|                         |           |  |
| Ruof 38’ Poqué 81’, 87’ | Marcatori |  |

| Arbitro: | Roth |

|                                                               |           |              |
| Bakalorz 29’, 58’ (rig.), 71’ (rig.) Traser 53’ Deuerling 87’ | Marcatori | 18’ Steubing |

| Arbitro: | Uhlig |

|  |           |           |
|  | Marcatori | 9’ Traser |

| Arbitro: | Scheuerer |

|                                                                              |           |  |
| Deuerling 9’ Panierschky 11’ Cestonaro 17’, 81’ Knauf 41’ (rig.), 68’ (rig.) | Marcatori |  |

| Homburg 4 maggio 1985, ore 15:00 CEST 33ª giornata | Homburg | 0 – 0 referto | Hessen Kassel | Waldstadion (3 500 spett.)\| Arbitro: \| Broska \| |
| Arbitro:                                           | Broska  |               |               |                                                    |

| Arbitro: | Bruch |

|                               |           |  |
| Panierschky 51’ Cestonaro 75’ | Marcatori |  |

| Arbitro: | Wahmann |

|                       |           |           |
| Vasić 24’ Kaminke 46’ | Marcatori | 63’ Hampl |

| Arbitro: | Osmers |

|                     |           |               |
| Kollmannsperger 15’ | Marcatori | 84’ Cestonaro |

| Arbitro: | Wuttke |

|                       |           |                       |
| Hampl 16’, 26’ (rig.) | Marcatori | 32’ Schaub 45’ Giesel |

| Arbitro: | Hontheim |

|                          |           |  |
| Eckstein 61’ Brunner 90’ | Marcatori |  |

### Coppa di Germania
| Arbitro: | Wiesel |

|                 |           |  |
| Clute-Simon 34’ | Marcatori |  |

## Statistiche

### Statistiche di squadra
| Competizione      | Punti | In casa | In casa | In casa | In casa | In casa | In casa | In trasferta | In trasferta | In trasferta | In trasferta | In trasferta | In trasferta | Totale | Totale | Totale | Totale | Totale | Totale | DR  |
| Competizione      | Punti | G       | V       | N       | P       | Gf      | Gs      | G            | V            | N            | P            | Gf           | Gs           | G      | V      | N      | P      | Gf     | Gs     | DR  |
| ----------------- | ----- | ------- | ------- | ------- | ------- | ------- | ------- | ------------ | ------------ | ------------ | ------------ | ------------ | ------------ | ------ | ------ | ------ | ------ | ------ | ------ | --- |
| 2. Bundesliga     | 49    | 19      | 15      | 3       | 1       | 50      | 20      | 19           | 5            | 6            | 8            | 22           | 28           | 38     | 20     | 9      | 9      | 72     | 48     | +24 |
| Coppa di Germania | -     | 0       | 0       | 0       | 0       | 0       | 0       | 1            | 0            | 0            | 1            | 0            | 1            | 1      | 0      | 0      | 1      | 0      | 1      | -1  |
| Totale            | 49    | 19      | 15      | 3       | 1       | 50      | 20      | 20           | 5            | 6            | 9            | 22           | 29           | 39     | 20     | 9      | 10     | 72     | 49     | +23 |

### Andamento in campionato
| Giornata  | 1 | 2 | 3  | 4 | 5 | 6 | 7 | 8 | 9 | 10 | 11 | 12 | 13 | 14 | 15 | 16 | 17 | 18 | 19 | 20 | 21 | 22 | 23 | 24 | 25 | 26 | 27 | 28 | 29 | 30 | 31 | 32 | 33 | 34 | 35 | 36 | 37 | 38 |
| --------- | - | - | -- | - | - | - | - | - | - | -- | -- | -- | -- | -- | -- | -- | -- | -- | -- | -- | -- | -- | -- | -- | -- | -- | -- | -- | -- | -- | -- | -- | -- | -- | -- | -- | -- | -- |
| Luogo     | T | C | T  | C | T | C | T | C | T | C  | T  | C  | T  | C  | T  | C  | C  | T  | C  | C  | T  | C  | T  | C  | T  | C  | T  | C  | T  | C  | T  | C  | T  | C  | T  | T  | C  | T  |
| Risultato | N | V | P  | V | N | V | N | V | P | N  | P  | V  | V  | V  | P  | V  | N  | V  | V  | V  | P  | V  | N  | V  | V  | P  | V  | V  | P  | V  | V  | V  | N  | V  | P  | N  | N  | P  |
| Posizione | 8 | 4 | 11 | 8 | 6 | 3 | 6 | 2 | 9 | 8  | 9  | 8  | 6  | 5  | 5  | 3  | 5  | 3  | 3  | 2  | 3  | 2  | 2  | 2  | 2  | 2  | 2  | 1  | 2  | 2  | 2  | 2  | 2  | 1  | 1  | 1  | 1  | 4  |

Legenda:

Luogo: C = Casa; T = Trasferta. Risultato: V = Vittoria; N = Pareggio; P = Sconfitta.

### Statistiche dei giocatori
| Giocatore        | 2. Bundesliga | 2. Bundesliga | 2. Bundesliga | 2. Bundesliga | Coppa di Germania | Coppa di Germania | Coppa di Germania | Coppa di Germania | Totale   | Totale | Totale      | Totale     |
| Giocatore        | Presenze      | Reti          | Ammonizioni   | Espulsioni    | Presenze          | Reti              | Ammonizioni       | Espulsioni        | Presenze | Reti   | Ammonizioni | Espulsioni |
| ---------------- | ------------- | ------------- | ------------- | ------------- | ----------------- | ----------------- | ----------------- | ----------------- | -------- | ------ | ----------- | ---------- |
| D. Bakalorz      | 37            | 8             | 7             | 0             | 1                 | 0                 | 0                 | 0                 | 38       | 8      | 7           | 0          |
| U. Beginski      | 23            | 0             | 9             | 0             | 1                 | 0                 | 1                 | 0                 | 24       | 0      | 10          | 0          |
| K. Bönisch       | 0             | 0             | 0             | 0             | 0                 | 0                 | 0                 | 0                 | 0        | 0      | 0           | 0          |
| P. Cestonaro     | 37            | 13            | 4             | 0             | 1                 | 0                 | 0                 | 0                 | 38       | 13     | 4           | 0          |
| M. Deuerling     | 37            | 8             | 3             | 0             | 1                 | 0                 | 0                 | 0                 | 38       | 8      | 3           | 0          |
| U. Eplinius      | 34            | 2             | 1             | 0             | 1                 | 0                 | 0                 | 0                 | 35       | 2      | 1           | 0          |
| T. Freudenstein  | 28            | 1             | 3             | 0             | 1                 | 0                 | 0                 | 0                 | 29       | 1      | 3           | 0          |
| F. Greizer       | 5             | 0             | 0             | 0             | 0                 | 0                 | 0                 | 0                 | 5        | 0      | 0           | 0          |
| H. Hampl         | 29            | 5             | 4             | 0             | 0                 | 0                 | 0                 | 0                 | 29       | 5      | 4           | 0          |
| W. Horch         | 36            | 6             | 3             | 0             | 1                 | 0                 | 1                 | 0                 | 37       | 6      | 4           | 0          |
| M. Kahlhofen     | 16            | 0             | 6             | 0             | 0                 | 0                 | 0                 | 0                 | 16       | 0      | 6           | 0          |
| B. Kapke         | 7             | 0             | 1             | 0             | 0                 | 0                 | 0                 | 0                 | 7        | 0      | 1           | 0          |
| J. Kirchberg     | 8             | 0             | 0             | 0             | 0                 | 0                 | 0                 | 0                 | 8        | 0      | 0           | 0          |
| H. Knauf         | 34            | 14            | 3             | 0             | 1                 | 0                 | 0                 | 0                 | 35       | 14     | 3           | 0          |
| T. Kneuer        | 0             | 0             | 0             | 0             | 0                 | 0                 | 0                 | 0                 | 0        | 0      | 0           | 0          |
| S. Kuhn          | 0             | 0             | 0             | 0             | 1                 | 0                 | 0                 | 0                 | 1        | 0      | 0           | 0          |
| V. Münn          | 37            | 2             | 5             | 0             | 1                 | 0                 | 0                 | 0                 | 38       | 2      | 5           | 0          |
| S. Panierschky   | 27            | 3             | 1             | 1             | 1                 | 0                 | 0                 | 0                 | 28       | 3      | 1           | 1          |
| U. Schreml       | 16            | 1             | 5             | 0             | 0                 | 0                 | 0                 | 0                 | 16       | 1      | 5           | 0          |
| H. Traser        | 32            | 9             | 1             | 0             | 1                 | 0                 | 0                 | 0                 | 33       | 9      | 1           | 0          |
| H. Wulf          | 38            | 0             | 3             | 0             | 1                 | 0                 | 0                 | 0                 | 39       | 0      | 3           | 0          |
| A. van der Veldt | 8             | 0             | 0             | 0             | 0                 | 0                 | 0                 | 0                 | 8        | 0      | 0           | 0          |